# هتل کرونه

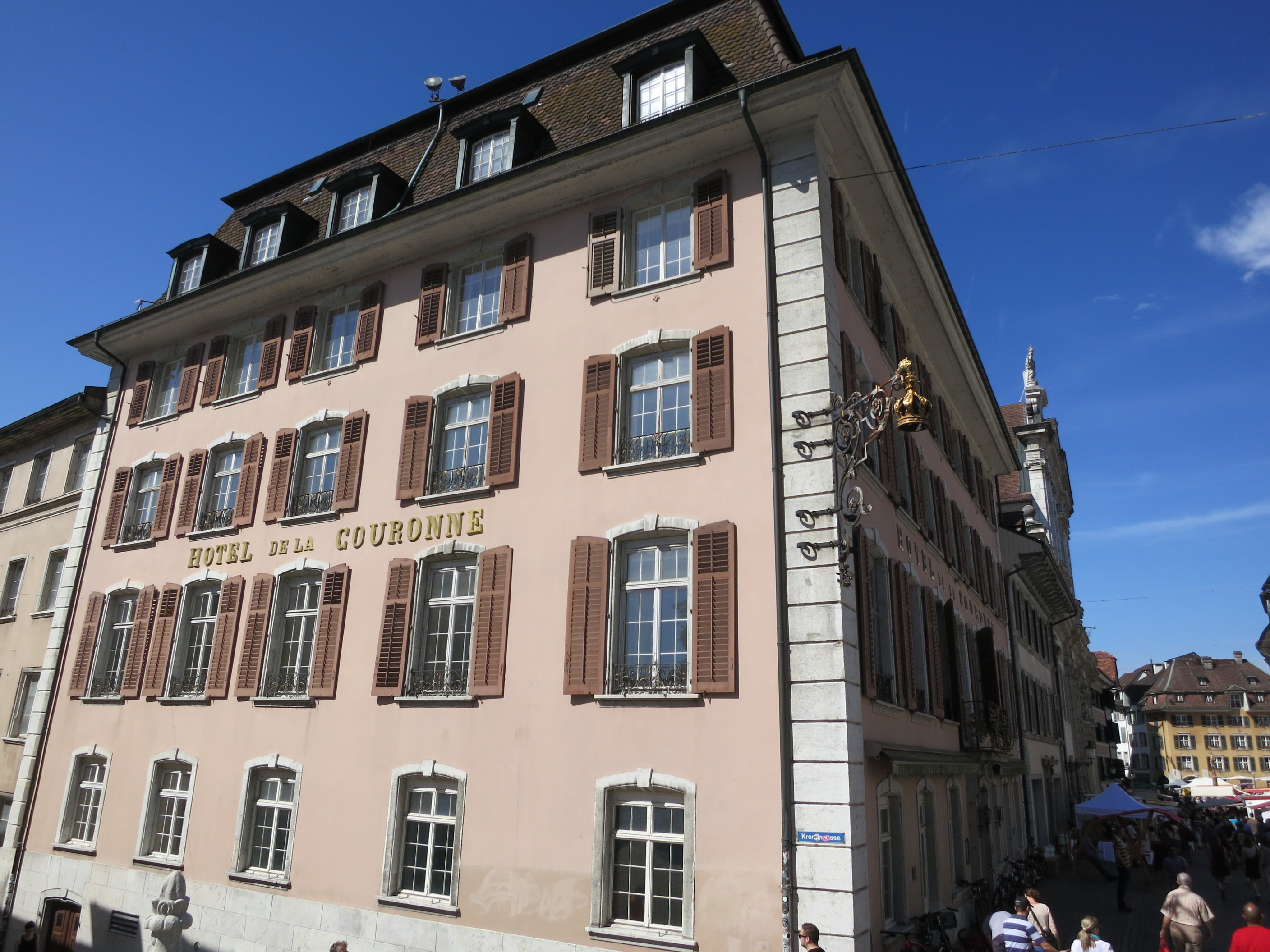
هتل کرونه

هتل کرونه (انگلیسی: Hotel Krone) شرکت مهمان‌نوازی سوئیسی است، که در سال ۱۴۱۸ تأسیس شد.